# ويفيليت
وافيليت هو معدن من معادن الفوسفات يحوي في تركيبه على الألومنيوم، بالإضافة إلى الهيدروكسيل والفلوريد، بحيث أن له الصيغة العامة Al3(PO4)2(OH,F)3·5H2O.
وصف المعدن لأول مرة سنة 1805، وتنسب تسميته إلى وليام ويفيل ، الذي كان أول من قدمه إلى المجتمع العلمي.
يمكن أن يوجد المعدن بعدة ألوان، أبرزها الأخضر أو الأخضر المصفر. ينتشر المعدن في أوروبا والولايات المتحدة وأستراليا.

## هوامش
1. ↑  William Wavell